# اوی‌کر
اوی‌کر (به مجاری:  Újkér) یک منطقهٔ مسکونی در مجارستان است که در ناحیه شوپرون واقع شده‌است. اوی‌کر ۳۲٫۳۸ کیلومتر مربع مساحت و ۹۶۳ نفر جمعیت دارد.